# محمود مشوح
هو الشيخ العلامة محمود بن عمر بن محمد شريف (مشوح) آل غازي الرفاعي ويتصل نسبه إلى الحسين بن علي، وقد جاء جده محمد شريف من بلدة عانة في العراق ليستقر في بلدة الميادين على نهر الفرات في سورية وذلك في منتصف القرن التاسع عشر حيث بنى مسجداً يعرف الآن باسم مسجد أبي بكر الصديق.
وُلد الشيخ محمود مشوح عام 1929م في بلدة الميادين وكان والده الشيخ عمر مشوح عالماً ومفتياً للبلدة وعليه تلقى طرفاً من علوم الشريعة واللغة ليرتحل بعد ذلك إلى دمشق للدراسة هناك، ثم اضطرته الظروف للعودة عام 1946 اثر وفاة والده ليستلم منصب الإفتاء خلفاً لوالده ولم يتجاوز عمره السابعة عشر!
ومن هنا أكب على العلم والقراءة وتعليم نفسه بنفسه حيث يقول: (منذ ذلك الوقت لم أجلس من أحد مجلس التلميذ من الأستاذ) وكان عصامياً وذا همة يثقضي أكثر من أربعة عشر ساعة يومياً في القراءة في مختلف العلوم حتى استظهر كتب الحديث واللغة والفقه والأدب وبنى بذلك مكتبة عامرة لا تزال موجودة إلى اليوم بمنزله في بلدة الميادين.
اعتلى المنبر خطيباً للجمعة بعد والده وكان من المشهورين بالفصاحة والبيان ومن الخطباء المعدودين في سورية وقد بدء منذ منتصف السبعينات بتفسير القرآن المكي على ترتيب النزول حتى وصل إلى سورة إبراهيم في منتصف الثمانينات ليمنع بعدها من الخطابة من قبل السلطات. وقد ترك مئات الخطب مسجلة على أشرطة كاسيت فيها تراث عظيم تنتظر من يراجعها وينقحها وينشرها للناس للاستفادة منها.ومن يستمع لخطبة من خطبه يدرك ذلك ويدرك ثقافته العالية التي تجمع القديم والحديث والتراث والعلم بخطبة واحدة.
لم تقتصر خطبه على تفسير القرآن وانما تناولت أحداثاً سياسية واجتماعية وعالمية ومحلية تناولها بأسلوب أخاذ وفصاحة عالية وعقلية كبيرة وفكر عظيم.

الشيخ محمود مشوح في مكتبة في دير الزور في سبعينات القرن المنصرم

نزل الشيخ مصطفى السباعي—مؤسس الإخوان المسلمين في سورية في بيته عند زيارته للميادين إثر جولة له على مناطق سورية وقد استقبل هناك استقبالا حافلاً من الأهالي.
سجن في عام 1967 م إثر حملة على العلماء وعلى الحركة الإسلامية في سورية وخرج من السجن على بدء الحرب وفي بداية الثمانينات وإثر تصاعد المواجهات بين الإسلاميين والدولة استدعاه الرئيس آنذاك حافظ أسد لمقابلته من أجل وساطة مع الإسلاميين لكن الأحداث تصاعدت ولم تنجح أي وساطة.
كان يهوى التخصص بالأدب العربي وله اهتمام خاص بأبي العلاء المعري وشعره وقد أكب على قراءة ودراسة شعره قرابة السبع سنوات حتى استظهره وكان يستشهد به كثيراً في أحاديث وخطبه.
جار لسانه على قلمه كما وصف نفسه لذلك أغلب ما ترك من تراث كان من خطبه المسموعة وترك عدة مقالات ودراسات وتحقيقات وبعض من القصائد الشعرية وجدت بعد وفاته ومما كان ينشره في مجلات ذلك الوقت حيث كان يعتبر الكتابة لها محل القدسية عند الناشئة وأي خطأ في الكتابة سيستقر في عقولهم وسيصعب تصحيحه، لذلك كتب العديد من الأشياء التي أحرقها بعد ذلك! وقد كتب مسودة مشروع الثورة الإسلامية في سورية قبل أن تتبناه الحركة الإسلامية آنذاك في بداية الثمانينات وتتخذه منهجاً لها.
لم يعرف الشيخ على نطاق واسع بين الناس ولعل مرد ذلك إلى قضاءه أغلب حياته في بلدته الصغيرة المعزولة نسبيا عن محيطها وعدم الخروج منها إلا قليلاً ولضرورة قصوى إلا أن خطبه المنبرية آنذاك جابت سورية وتناقلها الشباب وانتشرت في عدة دول أخرى، وكذلك كان له بعض التلاميذ النابهين كالأستاذ رياض درار الناشط المدني المسجون الآن في سورية بسبب مطالبته بالحريات.
لزم الشيخ محمود مشوح بيته بعد منعه من الخطابة من قبل السلطات عام 1985م وخطب خطبة نفيسة تناولت الأحداث الجارية إثر حرب الكويت لتداهمه السلطات وتجبره على توقيع تعهد بعدم الخطابة أو السجن مصيرا له.
امتاز الشيخ بالجرأة حيث تراجع عن عدد من أفكاره مما صرح به سابقاً أمام الجميع وتبرأ من أي شخص ينسبها له وقد أعلن ذلك على المنبر مرارا وتكراراً.
توفي في 29/1/2000م إثر مرض لازمه طويلاً وقد خلف تراثاً عامراً مجهولاً وظلم في حياته وفي مماته إلى الآن، وما زال هذا التراث بحاجة إلى مرجعة وتنقيح ونشر بين الناس لتعم فائدته.